# 王育仁
王育仁（？—？），字延化，江西吉安府泰和縣梅岡人，明朝官員。同進士出身。

## 生平
王育仁為嘉靖三十一年（1552年）壬子科江西鄉試第五十八名舉人，嘉靖三十八年（1559年）中式己未科三甲進士。隆慶元年（1567年）任順天府固安縣知縣。後升四川涪州知州。隆庆四年（1570年）任湖州府通判，五年升杭州府同知。

## 家族
王育仁出身泰和梅岡王氏，家族自宋朝以來，科名極盛，人才輩出。
曾祖王學謹；祖父王國成；父王親臣，母梁。具慶下。兄王育德。

## 外部連結
- 江西泰和万合镇梅冈王氏[永久] 中華王氏網

| 官衔        | 官衔                                    | 官衔          |
| ----------- | --------------------------------------- | ------------- |
| 前任： 劉泮 | 順天府固安縣知縣 隆慶元年（1567年）上任 | 繼任： 馮子履 |
| 前任： 光   | 涪州知州 萬曆年間上任                   | 繼任： 張時迪 |